# 阪巻年玉
阪巻 年玉（さかまき としたま、生没年不詳）とは、明治時代の浮世絵師。

## 来歴
月岡芳年の門人。『浮世絵師人名辞書』に「芳年門人、阪巻氏、明治」とあるが、その他の経歴や作については不明。